# Џејмс Рејнвотер
Лео Џејмс Рејнвотер (енгл. Leo James Rainwater, 9. децембар 1917. – 31. мај 1986) био је амерички физичар, који је 1975. године, заједно са Огеом Нилсом Бором и Беном Ројом Мотелсоном, добио Нобелову награду за физику „за октриће повезаности између заједничког и честичног кретања у атомском језгру и развијању теорије структуре атомских језгара базираних на овој зависности”.